# (4865) Sor
(4865) Sor est un astéroïde de la ceinture principale.

## Description
(4865) Sor est un astéroïde de la ceinture principale. Il fut découvert le 18 octobre 1988 à Geisei par Tsutomu Seki. Il présente une orbite caractérisée par un demi-grand axe de 3,05 UA, une excentricité de 0,06 et une inclinaison de 10,1° par rapport à l'écliptique.
L'astéroïde est nommé en l'honneur du guitariste espagnol Fernando Sor (1778-1839).

## Compléments